# Famille de Grosourdy de Saint-Pierre
La famille de Grosourdy est une famille subsistante de la noblesse française, originaire de Normandie. Confirmée noble et anoblie en tant que de besoin en mai 1514, elle a formé plusieurs branches, maintenues nobles en 1666 et 1669 dans les généralités de Caen et de Rouen.
Seule subsiste aujourd'hui la branche de Grosourdy de Saint-Pierre, qui a donné au XXe siècle les auteurs Louis, Michel et Isaure de Grosourdy de Saint-Pierre.

## Histoire
La famille de Grosourdy a été anoblie en mai 1514 en Normandie,.
Elle semble originaire de la région de Bayeux, où trois de ses branches ont été maintenues nobles en 1666 par Guy Chamillart :
- les seigneurs des Fresnes et de Belval
- les seigneurs de la Verderie
- les seigneurs de Saint-Jores

La branche des seigneurs de Saint-Pierre a pris son nom de la paroisse de Saint-Pierre-du-Chastel (élection de Pont-Audemer, dans l'Eure), où elle a été maintenue noble en 1669 par Jacques Barrin de La Galissonnière.
Seule cette dernière branche est aujourd'hui subsistante, sous le nom de Grosourdy de Saint-Pierre.

## Généalogie
Hercule de Grosourdy, seigneur de Saint-Pierre, marié en 1625 avec Marie de Malortie, eut pour fils  :
- Claude de Grosourdy, seigneur de Saint-Pierre, marié en 1649 avec Charlotte de Houël, dame de Morainville, dont :
  - Charles-César Ier de Grosourdy, seigneur de Saint-Pierre, marié en 1682 à Familly avec Marie de Mainteterne, dame de Conteville, dont :
    - Charles-César II de Grosourdy, seigneur de Saint-Pierre, marié en 1720 à Hautot-le-Vatois avec Anne Marie des Champs, dont :
      - Charles-César III de Grosourdy de Saint-Pierre, marié en 1762 à Fel avec Marie Charlotte de Bardoul, dont :
        - Charles-César IV de Grosourdy de Saint-Pierre, marié le 16 mars 1803 à Rouen avec Marie-Amélie Le Pesant de Boisguilbert ;
        - Charles Céleste Stanislas de Grosourdy de Saint-Pierre, marié le 23 juin 1812 à Pont-Audemer (Eure) avec Arthémise Leroy de Livet, dont :
          - Louis Adolphe Anatole de Grosourdy de Saint-Pierre, marié le 12 décembre 1846 à Paris avec Claire Le Guillou de Stangalen, dont :
            - Henri de Grosourdy de Saint-Pierre (1848-1908), saint-cyrien, magistrat à la Cour des comptes et conseiller général de l'Orne[5]. Il est créé marquis romain héréditaire par bref papal du 5 décembre 1873[6].

## Personnalités
- Louis de Grosourdy de Saint-Pierre (1885-1966), capitaine d'infanterie, historien de la Normandie, époux d'Antoinette de Pechpeyrou Comminges de Guitaut
- Michel de Grosourdy de Saint-Pierre (1916-1987), écrivain, auteur de romans et d'essais, dont plusieurs ont été portés à l'écran, notamment Les Aristocrates (1954), fils de Louis
- Isaure de Grosourdy de Saint-Pierre (1944-), journaliste et écrivain, auteur de romans et de nouvelles, fille de Michel

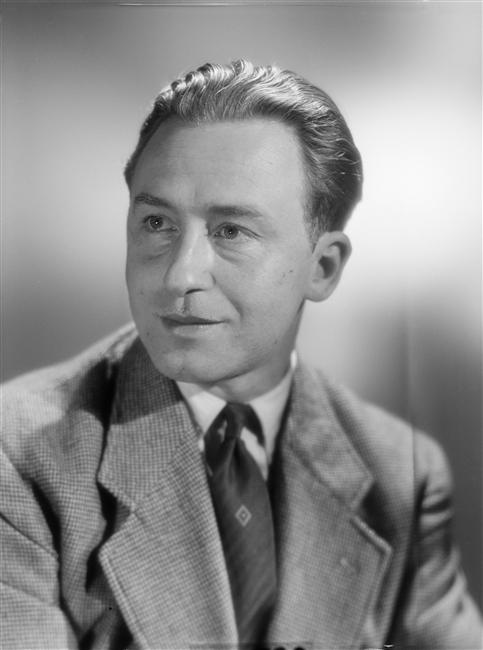
Michel de Grosourdy de Saint-Pierre (1916-1987)

## Armes
Cette famille porte : De gueules à une fasce d'argent, accompagnée en chef d'un croissant d'argent et en pointe de 2 roses du même.